# Ecologie

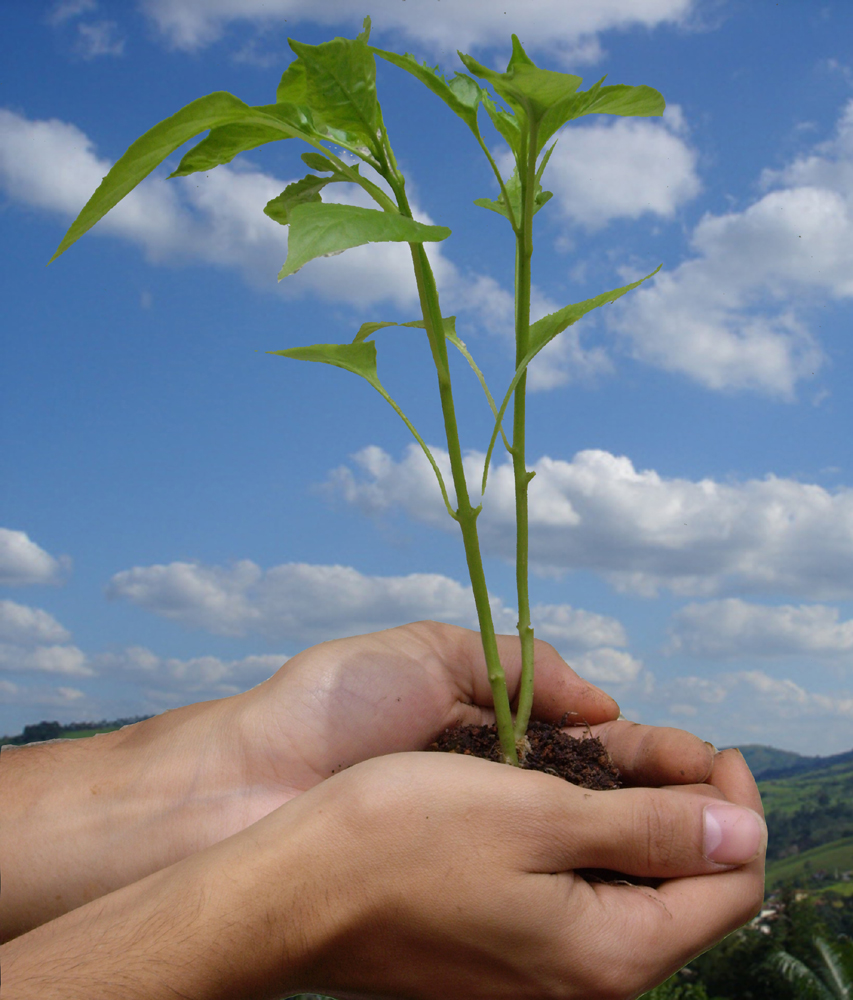

Ecologia (din cuvintele grecești: oekos - casă și logos - știință, adică "știința studierii habitatului") este o ramură de sinteză a biologiei ce studiază interacțiunea dintre organisme, plante și mediul în care ele trăiesc (abiotici și biotici) analizând îndeaproape structura, funcția și productivitatea sistemelor biologice supraindividuale (populații, biocenoze) și a sistemelor mixte (ecosisteme). Cu timpul, în a doua jumătate a sec. XX prin conștientizarea importanței condițiilor de mediu, semnificația termenului ecologie s-a lărgit peste sensul restrâns din domeniul biologiei, devenind și un sinonim pentru ideea de protecție a mediului înconjurător. Totodată, se leagă strâns de ecologie domeniul promovării unei economii ecologizate, unde principiile ecologice devin și principii fundamentale în dezvoltare.
Ecologia este în mare parte o știință descriptivă și experimentală.
În ecologie se folosesc multe metode împrumutate din alte discipline: metode matematice pentru a modela evoluția populațiilor, metode fiziologice pentru a înțelege viața organismelor, metode geologice pentru a descrie proprietățile solului, etc.

## Istoria
Primul savant care a reliefat principiul interacțiunii în lumea vie a fost Charles Darwin. Darwin a observat că diferitele specii se influențează reciproc prin activitățile lor și că de aceste interacțiuni reciproce depinde succesul unei specii în lupta pentru existență, adică numărul său de supraviețuitori, de urmași. Ideile lui Darwin au fost dezvoltate de zoologul Ernst Haeckel care a fost primul care a formulat termenul de ecologie în anul 1866. Ecologia după Ernst Heinrich Haeckel (1866):  ”Studiul interacțiunilor dintre organismele vii și ambient și organismele vii între ele în condiții naturale” (de la cuvântul elin οικος = casă, cămin).

## Principalele ramuri
- Autecologia: ecologia speciilor individuale, răspunsul acestora la stimuli, adaptarea.
- Sinecologia: ecologia ansamblului speciilor;
- Ecofiziologie: disciplină care studiază fiziologia diferitelor grupe de organisme în corelație cu mediul natural.

### După biomul studiat
- Ecologie polară;
- Ecologia deșertului;
- Ecologie tropicală;
- Ecologie bentică;
- Ecologia pădurilor.

### După specia studiată
- Ecologia animalelor;
- Ecologia plantelor.

### Alte ramuri
- Biogeochimie;
- Macroecologie;
- Microecologie;
- Ecotoxicologie;
- Paleoecologie;
- Ecologie socială;
- Eco-artă;
- Antropologie ecologică;
- Agroecologie;
- Ecologia solului;
- Ecoevoluție;
- Ecologie industrială;
- Chimie ecologică.